# تحول أحيائي

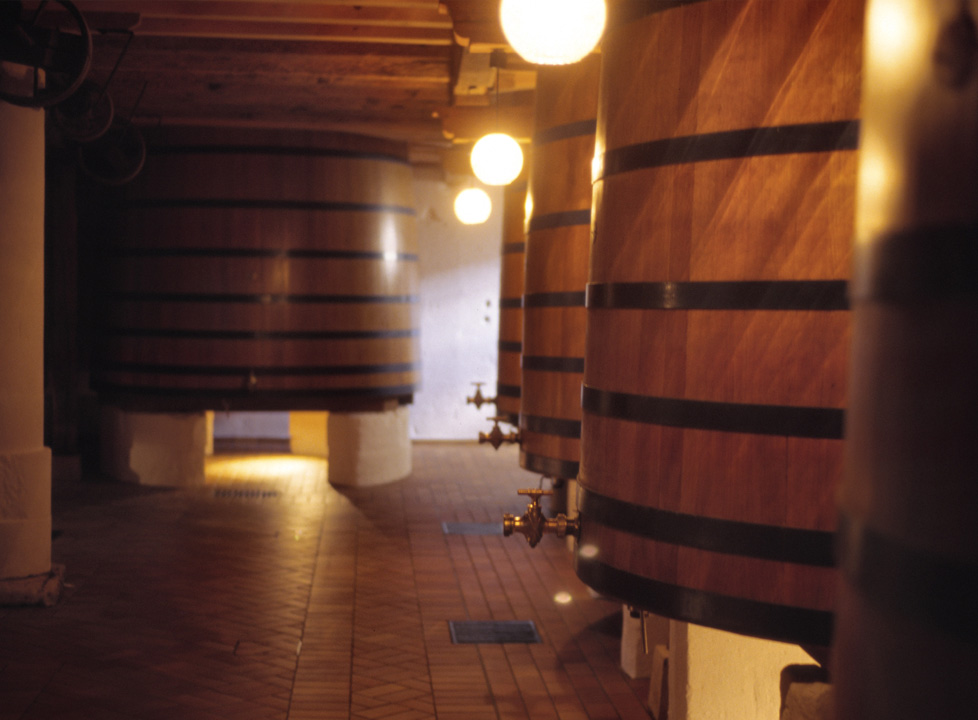

التحول الأحيائي أو التحول الحيوي (بالإنجليزية: Bioconversion)‏، هو تحويل المواد العضوية، مثل البقايا النباتية أو الحيوانية، إلى منتجات قابلة للاستخدام أو مصادر للطاقة عن طريق العمليات أو العوامل البيولوجية، مثل بعض الكائنات الدقيقة والانزيمات. وبعبارة أخرى هي تغيير شكل الطاقة أو التكوين الكيماوي على مستوى الجزيء بالاعتماد على وسيط حيوي. ومن الأمثلة على ذلك التمثيل الضوئي والتنفس الخلوي والتخمر.